# Revival
Revival (ofte stiliseret som RƎVIVAL) er det niende studiealbum fra den amerikanske rapper Eminem. Det udgives den 15. december 2017 gennem Aftermath Entertainment, Shady Records og Interscope Records. Produktionen af albummet fandt sted mellem 2016 og 2017, i flere forskellige pladestudier og blev udført af flere forskellige musikproducere, herunder Rick Rubin, Skylar Grey, Eminem selv og executive producer Dr. Dre.
Singlen "Walk on Water" der har den amerikanske sangerinde Beyoncé med på vokalen, blev udgivet den 10. november 2017.

## Baggrund
Eminem afslørede første gang at han arbejdede på et album, da han annoncerede sangen "Campaign Speech" på sin Twitter i oktober 2016, hvor han skrev "Bare rolig, jeg arbejder på et album! Her er noget i mellemtiden". Rygterne startede i slutningen af 2016, og sagde at albummet ville hedde Success, og gav en udgivelsesdato til engang i januar 2017. En falsk sporliste fandt vej frem i offentligheden på samme tid. Rygterne startede igen i februar og marts 2017, da han var hovednavn i tre shows i Reading, Glasgow og Leeds. Forskellige nyhedsartikler sagde at fordi han ville optræde, ville han skulle udgive nyt materiale til at optræde med, eller i det mindste prøve nyt materiale, på festivalerne.

## Udgivelses og promovering
I august 2017, annoncerede online-udgivelsen Hits Daily Double, at Eminem ville være en af tre store udgivelser i årets sidste kvartal, sammen med Sam Smiths The Thrill of It All og Taylor Swifts Reputation, og angav den 17. november 2017 som udgivelsesdato, hvilket viste sig ikke at være rigtigt. Den 10. oktober optrådte Eminem med en freestyle-rap kaldet "The Storm" til BET Hip Hop Awards 2017, hvori han kritiserede siddende præsident Donald J. Trump. Rapperens freestyle gik viralt, fik flere millioner views og hundrede tusinder af likes på YouTube inden for få uger.
Eminem brugte et fiktivt medikament til at promovere sit første soloalbum siden 2013s The Marshall Mathers LP2, efter at Rosenberg lagde et billede på Instagram af Yelawolfs Trial by Fire.. I baggrunden af det billede, kan man se en reklametavle der reklamerer for et medikament kaldet revival. Fans opdagede at logoet for Revival havde et omvendt 'E', lige som Eminems logo. På sin hjemmeside, er det første der vises en video om Revival og hvad det behandler. I videoen laver skuespiller referencer til Eminems sang "Lose Yourself". Hjemmesiden refererer desuden til "Sing for the Moment", "Brain Damage", "Fack",  "Role Model" og "Any Man". Revival skal angiveligt kunne behandle Atrox Rithimus, en ikke-eksisterende lidelse. En oversættelse af Atrox Rithimus, fra latin, er "forfærdelig rytme". Hjemmeside er også ejet af en af Eminems pladeselskaber, Interscope Records. Når man ringer til telefonnummeret til Revival, spilles Dr. Dres "I Need a Doctor" som baggrundsmusik, hvorpå Eminem også er med. Alle disse detaljer har fået de fleste til at tro at hans næste album vil hedde Revival. Dette ville følge navnene på to af hans tre sidste soloalbummer, Relapse og Recovery. Hjemmeside påstår også at "REVIVAL er stadig i kliniske forsøg". Dette betød højst sandsynligt at albummet eksisterede og at man stadig arbejdede på det.
Den 8. november 2017 tweetede Eminem et billede af en læges receptblok med ordene "'Walk on Water", tag efter behov" skrevet på det. Dette skabte spekulationer om den første single ville hedde "Walk on Water". Den falske recept var trykt med logoet for Revival. Den 9. november delte Paul Rosenberg en video på Instagram, der viste talsmanden for Revival-kampagnen Trevor der fastslog at "du vil kunne gå på vandet med Revival til middag EST", hvilket bekræftede sangen, der blev udgivet dagen efter. Den 28. november 2017 blev udgivelsesdatoen for albummet annonceret via Dr. Dres Instagram-konto, der også afslørede den falske medicinreklame for albummet.

## Turné
I sommeren 2018 begav Eminem sig ud på en Europa-turné, da blandt andet bragte ham forbi Roskilde Festivalen - hans første optræden i Danmark.